# 스티븐 크레이머 글리크먼
스티븐 크레이머 글리크먼(영어: Stephen Kramer Glickman, 1979년 4월 1일 ~ )는 캐나다의 배우, 코미디언, 디자이너이다. 미국 니켈로디언의 TV 시리즈 《빅 타임 러쉬》에 구스타보 역으로 출연한다.

## 작품 목록
- 아기배달부 스토크